# Gil Passarelli
Gil Passarelli (Campinas, 22 de agosto de 1917 — 25 de dezembro de 1999) foi um fotógrafo brasileiro. Trabalhou na Folha de S. Paulo por mais de cinquenta anos, tendo feito a cobertura fotográfica de diversos eventos relevantes da história brasileira, como a posse de Juscelino Kubitschek, a renúncia de Jânio Quadros e o Incêndio do Edifício Andraus.